# Ян Шуцін
Ян Шуцін (кит.: 杨树青) — китайська легкоатлетка, що спеціалізується в спортивній ходьбі,  призерка чемпіонату світу.
Бронзову медаль чемпіонату світу Ян виборола на Лондонському чемпіонаті 2107 року на дистанції 50 км. 

## Зовнішні посилання
- Досьє на сайті IAAF [Архівовано 14 серпня 2017 у Wayback Machine.]